# Влияние пандемии COVID-19 на хадж

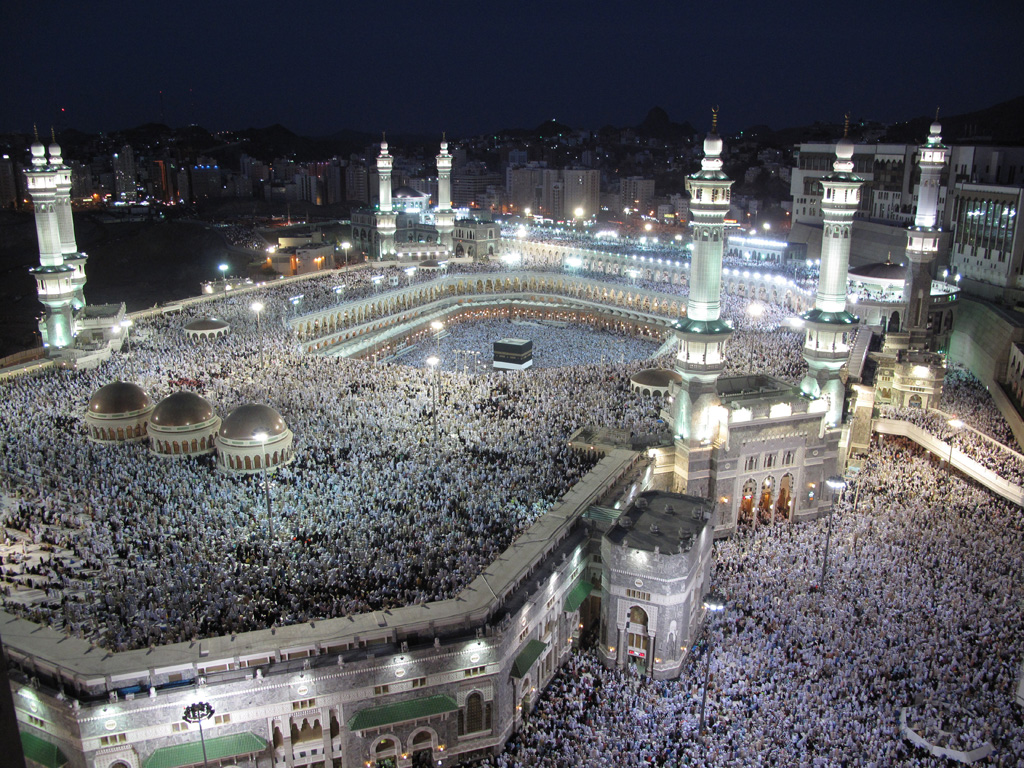
Хадж 2009 года

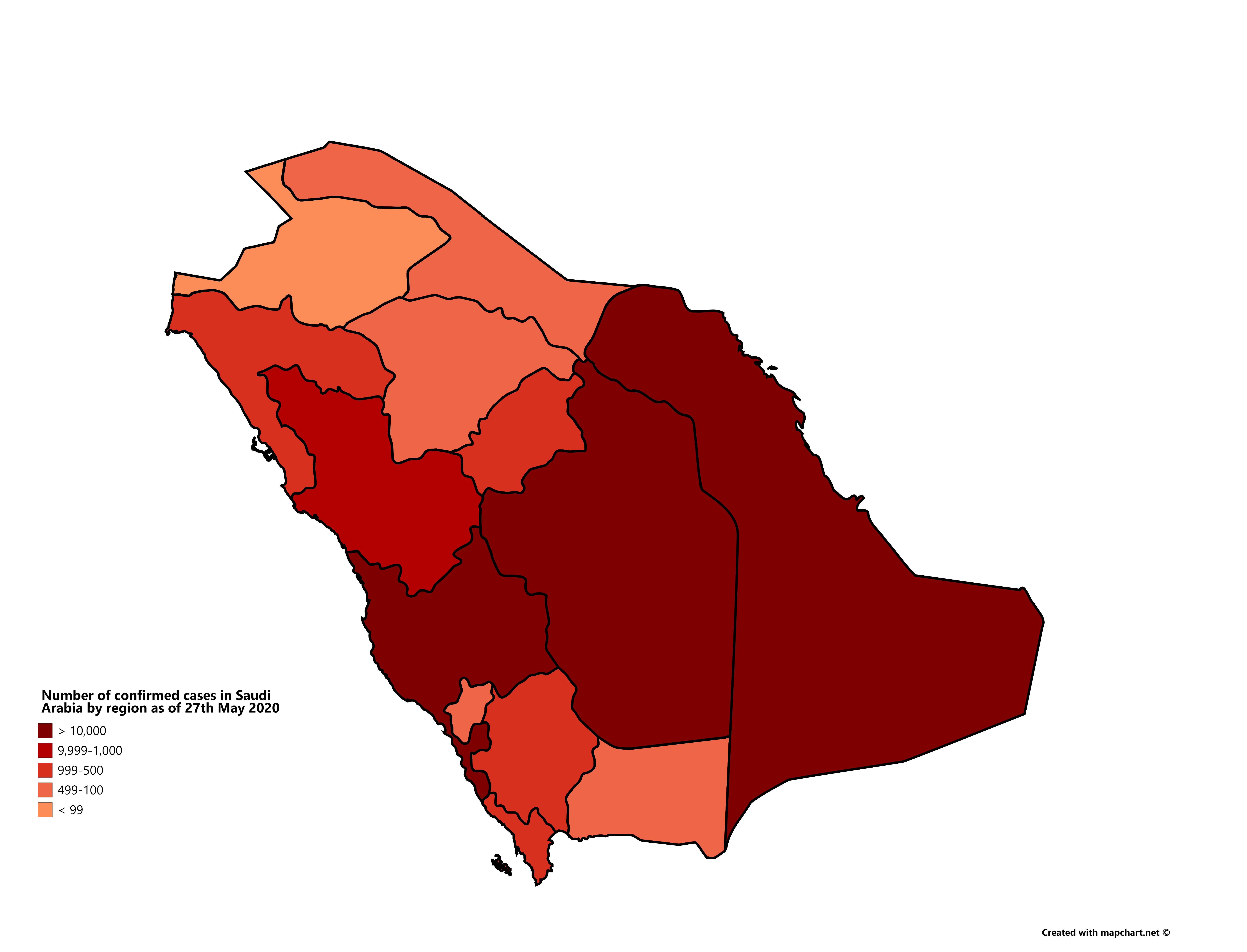
Количество подтверждённых случаев COVID-19 в Саудовской Аравии по состоянию на 27 мая 2020 года

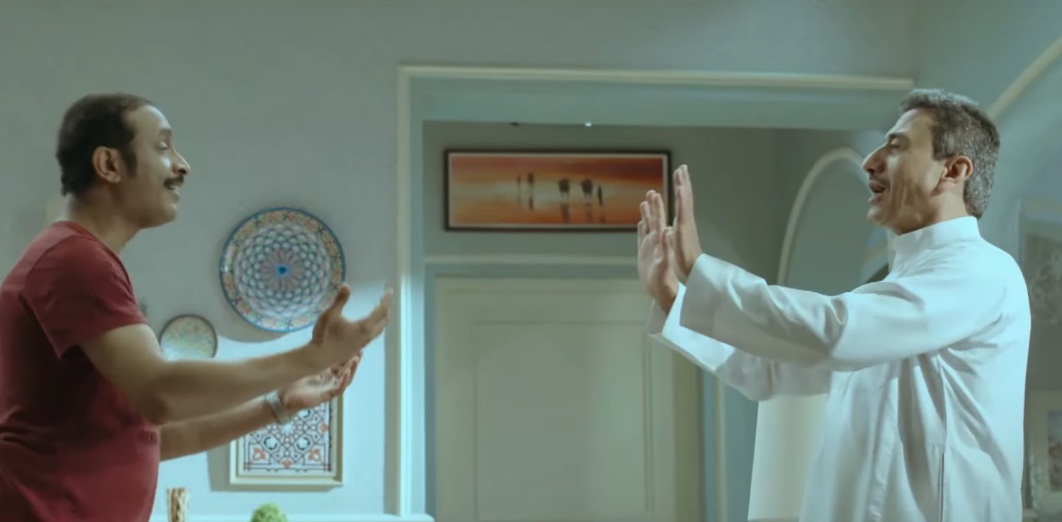
Фрагмент фильма, поощряющий соблюдение дистанции между людьми, который был опубликован в соцсетях на странице саудовского правительства

Пандемия COVID-19 оказала значительное влияние на хадж в 2020 и 2021 году. Хадж — посещение Мекки и Медины в особо определённое время года — это один из пяти столпов ислама. В 2019 году хадж совершили более 2,4 млн человек. В марте 2020 года министр Саудовской Аравии по делам хаджа и умры призвал людей, планирующих совершить хадж, повременить с бронированием билетов и жилья. Министерство пошло на этот шаг из-за высокой заразности коронавируса, отсутствия вакцины от него и ограничений на выезд за границу, введённых во многих странах. В июне 2020 года министерство объявило, что резиденты Саудовской Аравии могут совершить хадж, однако количество паломников будет ограничено, а в процесс будут внесены коррективы, направленные на повышение их безопасности и предотвращение распространения коронавируса.

## История
Пандемия COVID-19 вызвана коронавирусом. Первые заражения были зафиксированы в китайском городе Ухань в начале декабря 2019 года. Всемирная организация здравоохранения объявила международную ЧС в области здравоохранения 30 января, а 11 марта назвала ситуацию пандемией. Передача COVID-19 осуществляется преимущественно во время личных контактов с заражённым человеком, что делает коронавирус высокозаразным в закрытых помещениях, где контакт между людьми неизбежен. COVID-19 также может передаваться через предметы, на которые вирус занесли прикосновением или кашлем/чиханием. Саудовская Аравия временно закрывала священные для мусульман места в Мекке и Медине, а также вводила там комендантский час, чтобы остановить распространение вируса и предотвратить вспышку заболеваемости.
Из-за пандемии в 2020 году хадж примет относительно небольшое число людей. Допускаются только паломники, живущие в Саудовской Аравии, возраста от 20 до 50 и не имеющие симптомов COVID-19, по предварительной регистрации онлайн. Власти выбирали паломников среди зарегистрировавшихся, отдавая предпочтение тем, кто ещё никогда не совершали хадж.

## Прошлые отмены хаджа
За всю историю ислама хадж отменяли 40 раз: из-за войн и эпидемий. В 930—940 годах хадж не проводился из-за нападений кармартов, убивших 30 000 паломников и укравших Чёрный камень Каабы. В 1831 году хадж отменили из-за чумы, привезённой паломниками из Индии. Чума, по сведениям, убила более половины пилигримов. Дважды хадж отменяли из-за холеры: в 1846 году холера убила более 15 тысяч человек, а её вспышка длилась десять лет; в 1858 году во время холеры паломники должны были проходить карантин в Египте перед посещением Мекки и Медины.

## Международная реакция
15 мая 2020 года Совет сингапурских мусульман рекомендовал верующим пропустить хадж из-за пандемии.
2 июня 2020 года министр по вопросам религии Индонезии объявил мусульманам, что хадж в 2020 году отменён.
6 июня 2020 года Индийский комитет по хаджу сообщил, что мусульмане, забронировавшие хадж заранее, получат возврат средств.
11 июня 2020 года Малайзия объявила, что запрещает выезд на хадж местным мусульманам по соображениям безопасности ввиду высокого риска заражения коронавирусом в толпе.

## Порядок проведения хаджа

### 2020 год
23 июня 2020 года Саудовская Аравия объявила, что количество паломников в 2020 году будет ограничено. Министерство по делам хаджа и умры установило ограничения для пилигримов, в том числе на возраст. Ожидается, что хадж совершат около 10 000 паломников вместо обычных 2 млн. 70 % паломников, которым разрешено совершить паломничество, — проживающие в Саудовской Аравии не-саудиты, а остальные 30 % — работники здравоохранения и служб безопасности, выбранные из базы выздоровевших от COVID-19.
Министерство здравоохранения Саудовской Аравии сообщило, что принимает серьёзные меры предосторожности: допущенные пилигримы, не перенёсшие COVID-19, должны будут пройти недельную самоизоляцию перед приездом в Мекку, их также просят физически дистанцироваться от других верующих в мечетях. Паломники будут разделены на группы по 20 человек, каждую весь хадж будет сопровождать гид.

### 2021 год
В 2021 году ограничения сохранились: в Мекку будет допущено 60 000 резидентов и граждан Саудовской Аравии, прошедших вакцинацию от COVID-19; требуется предварительная регистрация онлайн, в которой приоритет отдаётся тем, кто не совершали хадж в последние 5 лет. При этом женщинам будет разрешено совершить паломничество без махрама.